# Lijst van voorzitters van PSV (voetbal)
Hieronder staat een chronologische lijst van voormalige en huidige voorzitters en algemeen directeuren van PSV (voetbal).
| Periode    | Voorzitter             |
| ---------- | ---------------------- |
| 1913–1920  | Jan-Willem Hofkes      |
| 1920–1921  | J. van der Luer        |
| 1921–1925  | J.W. Hofkes            |
| 1925–1926  | Dr. ir. N. Halbertsma  |
| 1926–1927  | A. Broekman            |
| 1927–1928  | J. Smit                |
| 1928–1932  | A. Kaas                |
| 1932–1939  | Dr. A. van Anrooy      |
| 1939–1945  | Jhr. ir. C.M. Mollerus |
| 1945–1951  | A. Voorwinde           |
| 1951–1954  | Jhr. ir. C.M. Mollerus |
| 1954–1963  | A. van Strien          |
| 1963–1970  | M.J. Jansen Gration    |
| 1970–1983  | Drs. A. Groeneveld     |
| 1983–1993  | Jacques Ruts           |
| 1993–1996  | William Maeyer         |
| 1996–2004  | Harry van Raaij        |
| 2004–2006  | Rob Westerhof          |
| 2006–2007  | Frits Schuitema        |
|            | Algemeen directeur     |
| 2007–2010  | Jan Reker              |
| 2010–2014  | Tiny Sanders           |
| 2014–2022  | Toon Gerbrands         |
| 2022–heden | Marcel Brands          |

Sinds 1999 is PSV een NV met een raad van commissarissen die de directie (waaronder voorzitter of algemeen directeur) controleert.
Hieronder staat een chronologische lijst van voormalige en huidige president-commissarissen van PSV NV.
| Periode    | President-Commissaris |
| ---------- | --------------------- |
| 1999-2007  | Jan Timmer            |
| 2007-2010  | Frits Schuitema       |
| 2010-2014  | Peter Swinkels        |
| 2014-2020  | Jan Albers            |
| 2020-heden | Robert van der Wallen |

Ook per 1999 is de amateurafdeling een zelfstandige vereniging met een eigen licentie binnen PSV. Hieronder staat een chronologische lijst van voormalige en huidige voorzitters van PSV/av.
| Periode    | Voorzitter           |
| ---------- | -------------------- |
| 1999-2001  | Huub Schroots        |
| 2001-2004  | Jack van de Crommert |
| 2004-heden | Tiny Schriks         |